# Макаровка (Лаїшевський район)
Мака́ровка (рос. Макаровка) — присілок у Лаїшевському районі Республіки Татарстан (Росія). Підпорядкований Макаровському сільському поселенню. Населення складають росіяни.
Макаровка розташована за 58 км на південь від Казані. Присілок знаходиться на березі Куйбишевського водосховища, на невеликому безіменному півострові, утвореному в місці злиття вод Ками і Волги. Його південно-західна околиця межує з кордоном Саралинської ділянки Волзько-Камського біосферного заповідника. Найближчий населений пункт — село Ташкірмень, розташоване упритул до північної околиці присілка за яром. У найвужчому місці через яр прокладений міст, який зв'язує ці два поселення. Ще одна дорога сполучає Макаровку з розташованим далі на південний захід Атабаєво.
Мешканці Макаровки працюють у галузі рослинництва і туризму. В присілку діють дві бази відпочинку, невеликий готель, кілька приватних крамниць. З об'єктів соціальної сфери тут працює бібліотека.

## Історія
Присілок Макаровка заснований у другій половині XVII століття. Названий на честь поміщика Макарова, у володінні якого були його тодішні мешканці аж до скасування кріпацтва у 1861 році. На той час їхніми основними заняттями були скотарство і землеробство. На початку XX століття у Макаровці діяли лавка, у якій торгували дрібним крамом, кузня і вітряк. Станом на той період земельний наділ сільської громади становив 407 десятин.
З 1920 року присілок був у складі Лаїшевського кантону Татарської АРСР. Надалі Макаровка міняла своє адміністративне підпорядкування: з 14 лютого 1927 року належала до Лаїшевського району, з 1 лютого 1963 року включена до складу Пестречинського, однак вже 12 січня 1965 знову підпорядкована Лаїшевському.